# Lisa Lynn Masters
Lisa Lynn Masters (Omaha, 20 marzo 1964 – Lima, 15 novembre 2016) è stata un'attrice, scrittrice e modella statunitense.

## Biografia

### Primi anni di vita e istruzione
Masters è nata a Omaha, nel Nebraska, ed è cresciuta ad Asheville, nel North Carolina. Si è laureata presso l'Appalachian State University in Broadcasting con un saggio sulla danza moderna. Successivamente ha frequentato la scuola di giornalismo della Columbia University.

### Carriera
Dopo il college, Masters ha lavorato come modella e reporter e ha ottenuto un ruolo non accreditato nel film Attacco al potere. È apparsa in spot televisivi e in seguito in diversi film: La donna perfetta (2004), Blumenthal (2013), È complicato (2009).
Masters ha continuato a fare la modella e interpretando ruoli minori in diverse serie televisive, tra cui: Law and Order: Criminal Intent e Law & Order: Special Victims Unit, Ugly Betty, Iron Fist, Gossip Girl, Nashville, Unbreakable Kimmy Schmidt.

### Vita privata
Masters sposò William Ben Brooks nel 2004, un cantante/cantautore pluripremiato dell'etichetta Magnatune, autore e medico delle arti curative . Abitavano a Brooklyn, New York.

### Morte
Alla quasi mezzanotte del 15 novembre 2016 Masters fu trovata morta in una camera d'albergo a Lima, in Perù, da operai dell'hotel. Si sospetta il suicidio poiché venne trovata impiccata e la polizia riferì che c'erano degli antidepressivi nella stanza insieme al suo cellulare (che conteneva istruzioni su come contattare la sua famiglia negli Stati Uniti). Masters lasciò varie lettere alcune delle quali riportavano la propria storia di malattia mentale.